# Cryptosporidium felis
Cryptosporidium felis ist ein ovaler Dünndarm-Parasit der Gattung Kryptosporidien, der bei Katzen eine Durchfallerkrankung, die Feline Kryptosporidiose verursacht. 
Die Oozysten von C. felis sind mit 4,3 µm (3,5–5 µm) etwas kleiner als die von C. parvum.
Die Übertragung erfolgt fäkal-oral oder über kontaminierte Futter oder Trinkwasser. Die Oozysten enthalten vier Sporozoiten, welche im Dünndarm exzystieren und in die Dünndarmschleimhaut eindringen. Der Erreger wird von Fresszellen phagozytiert, allerdings bleiben die Sporozoiten dabei an der Zelloberfläche, weil sich die Zellmembran der Fresszellen nach außen über die kleinen Parasiten wölbt. Dadurch entsteht eine stark gefaltete Membranstruktur, die als apikale Organelle (feeding organelle) bezeichnet wird. In dieser Vakuole erfolgt die Schizogonie, durch die acht Tochter-Merozoiten entstehen, welche weitere Darmzellen befallen. Anschließend beginnt die geschlechtliche Vermehrung. Es entstehen Makro- und Mikrogametozyten, welche miteinander verschmelzen, worauf die Makrogamete eine Oozystenwand bildet und zur Oozyste wird. Noch im Wirt beginnt die Sporulation, bei der wieder vier Sporozoiten innerhalb der Oozyste entstehen. Vermutlich ist eine Selbstinfektion möglich, also eine Freisetzung der Sporozoiten innerhalb des Wirtes ohne Außenpassage. Die Präpatenzperiode dauert fünf bis sechs Tage, die Patenzperiode sieben bis zehn Tage.
Der Erreger wurde häufig auch beim Menschen nachgewiesen.